# Sippersfeld
Sippersfeld település Németországban, Rajna-vidék-Pfalz tartományban. Lakosainak száma 1092 fő (2023. december 31.).

## Népesség
A település népességének változása:
| Lakosok száma | 901  | 1108 | 1104 | 1093 | 1094 | 1092 |
|               | 1975 | 2017 | 2019 | 2021 | 2022 | 2023 |